# Широкие Криницы
Широкие Криницы (укр. Широкі Криниці) — село в Доманёвском районе Николаевской области Украины.
Население по переписи 2001 года составляло 128 человек. Почтовый индекс — 56455. Телефонный код — 5152. Занимает площадь 0,629 км².

## Местный совет
56455, Николаевская обл., Доманёвский р-н, с. Владимировка, ул. Ленина, 26